# NGC 2878
NGC 2878 is een spiraalvormig sterrenstelsel in het sterrenbeeld Waterslang. Het hemelobject werd op 28 maart 1864 ontdekt door de Duitse astronoom Albert Marth.

## Synoniemen
- UGC 5022
- MCG 0-24-14
- ZWG 6.42
- NPM1G +02.0216
- PGC 26739